# Língua hoava
Hoava é uma língua oceânica falada por 1.000 a 1.500 pessoas nas Ilhas da Nova Geórgia, Ilhas Salomão.  Os falantes de Hoava são multilíngues e falam também Roviana, Marovo, SI Pijin e Inglês.

## História
Hoava é uma língua austronésia que é falada principalmente na Nova Geórgia. A Nova Geórgia é uma ilha montanhosa, com 85 quilômetros de comprimento e 41 quilômetros de largura em sua parte mais larga, com uma área total de 2.145 km², coberta por densas florestas tropicais (conf. Davis 2003). A ilha da Nova Geórgia foi palco da Segunda Guerra Mundial e mais tarde foi nomeada a Campanha da Nova Geórgia, que durou de 20 de junho a 3 de novembro.

### População
Hoava é falada em 3 locais conhecidos:  Província Ocidental, Nova Geórgia, Marovo lagoon, mas principalmente na Nova Ilha da Geórgia das Ilhas Salomão. De acordo com um censo de 1986, existiam cerca de 2.360 falantes da língua, mas a língua é falada por 460 pessoas no último censo que foi feito em 1999, sugerindo uma queda enorme no número de falantes.

## Fonologia

### Consoantes
Hoava tem 16 sons consoantes: /p, t, b, d, s, β, m, n, r, l, dʒ, k, g, ɣ, ŋ, h/.

### Vogais
Hoava usa 5 vogais: / i, ɛ, a, ɔ, u /. Não há distinção fonêmicada extensão da vogal, embora as vogais possam ser alongadas quando tônicas (Davis 2003). As vogais podem ser combinadas em pares com o peso de duas sílabas (Davis 2003).

### Estrutura silábica
Hoava tem uma estrutura de sílaba aberta (C) V. Duas vogais ocorrendo juntas são contadas como duas sílabas, já que funcionam como tal para regras de marcação transitiva (Davis 2003). Para muitas línguas oceânicas do grupo das austronésias é comum que as palavras não terminem em consoante.

## Escrita
A língua Hoava usa uma forma do alfabeto latino sem as letras C, F, J, W, X, Y. Usa-se o Ng.

## Vocabulário
- ’’hore’’  canoa
- ’’leboto’’  faca de caça
- ’’igana’’  peixa
- ’’inebara’’  festa
- ’’pirae’’  adora
- ’’tavete’’  fazer
- ’’keke’’ um
- ’’mae’’ vir
- ’’toka’’  seguir
- ’’puta’’  dormir
- ’’gua’’  fez
- ’’heleana’’  rio
- ’’ko’’  ser
- ’’tala’’ onde
- ’’la’’  ir
- ’’koburu’’  criança
- ’’ome’’  ver

### Numerais
- ’’keke’’  um
- ’’karua’’  dois
- ’’hike’’  três
- ’’made’’  quatro
- ’’lima’’  cinco
- ’’onomo’’  seis
- ’’zuapa’’  sete
- ’’vesu’’  oito
- ’’sia’’  nove
- ’’manege’’  dez

## Gramática

### Ordem das palavras
Na tipologia tradicional, Hoava é uma linguagem Verbo – Sujeito – Objeto (VSO). Existem algumas modificações nesse padrão específico para fins de foco e topicalização (Davis 2003).

### Reduplicação
A reduplicação é frequentemente usada em Hoava como um método de formação de palavras, para expressar intensificação e para formar o aspecto progressivo de um verbo (Davis 2003). A reduplicação é usada para criar palavras denotando entidades relacionadas ao referente da palavra de origem, seja como parte da entidade, ou tendo uma semelhança com ela, ou sendo uma extensão metafórica (Davis 2003).
- ’’ Bui ’’, esquecido; "Bu-bui", esquecendo
- Yasa , pulo; ‘'Yasa-yasa’ ’, pulando

### Pronomes

#### Pronomes pessoais
As informações nas seções a seguir são baseadas em Davis 2003: 45-109, salvo indicação em contrário. Referências subsequentes fornecem apenas números e números de página relevantes.
Dentro da Língua Hoava existem três conjuntos de características para distinguir qual pronome pessoal deve ser usado. Isso inclui se o pronome é; primeira, segunda ou terceira pessoa. A pluralidade necessária, seja singular ou plural e se é inclusão ou exclusão.{| class="wikitable"
|+Pronomes pessoais Hoava
!
!Singular
!Plural
|-
|Primeira:
|
|
|-
| -Inclusiva
|
|gita
|-
| -Inclusiva
|rao
|gami
|-
|Segunda
|goe
|gamu
|-
|Terceira
|i(sa)
|ria
|}
(pg 46, Figure 63) 
Há uma série de circunstâncias e exceções extras que também estão presentes quando se discute o uso de pronomes pessoais. Um exemplo específico disso é a terceira pessoa do singular isa que é usada como uma forma enfática (forçada) ou usada para se referir a um tópico em particular. Os falantes de Hoava tendem a usar sa para um pronome mais geral.
O pronome da terceira pessoa eri é usado com uma forma dual criada usando o número dois ' karu ' depois de um pronome plural. Um formulário de avaliação também é criado usando o prefixo de número três "ka-hike". As formas duais são obrigatórias enquanto as formas experimentais podem ser substituídas por um plural simples.
Formulários específicos para quatro pessoas são comuns quando é significativo saber que quatro pessoas estavam envolvidas. O número quatro segue o pronome com o prefixo do número adicionado, e. gita ka-made, gami ka-made. Outros números podem ser substituídos em uma sentença na mesma matéria. Quando esses formulários duplos ou numéricos são usados, é mais comum no início de uma narrativa adicionar os nomes dos outros no grupo. Isso não inclui o alto-falante. Estas formas de pronome podem vir antes de uma frase nominal em aposição.
Exemplos:
Sagele             pale                 mae     eri                    karu
Ir              retorno               vir    PRO:3PL         dois
‘Eles (dois) voltaram.’
(Pg 47, Figure 68) 
Algumas outras características a serem observadas com o uso de pronomes em Hoava são que os pronomes podem ser seguidos por demonstrativos s e pela partícula restritiva qa, um exemplo disso pode ser visto abaixo.
Existem alguns casos em Hoava nos quais não é completamente necessário que um pronome esteja presente ou onde exista exceções ao uso de pronomes. Primeiramente; É comum que o pronome seja retirado de uma sentença completamente uma vez que tenha sido esclarecido quem está sendo referido, ou se está claro quem está sendo referido por outras informações, como marcadores de objeto. Além disso, a queda de pronomes referentes a objetos animados é feita predominantemente com pronomes de primeira pessoa do singular e do plural e de segunda pessoa do plural na posição do objeto, já que o marcador de objeto no verbo é o mesmo que o pronome.
Objetos inanimados em Hoava não costumam ter uma referência  pronominal; uma construção que se assemelha a um pronome para identificar o objeto. No entanto, é possível usar um pronome para um objeto inanimado, embora seja raro.
Dentro da língua Hoava não existe nenhuma forma reflexiva dos pronomes. Para criar o mesmo significado como reflexivo, o verbo pule (significado de retorno) é usado. “Não há pronome sujeito ou objeto usado, além do marcador de objeto no sufixo aplicativo… em qualquer uma das sentenças extraídas com a pula usada desta maneira.” (pg.49) 
Vaquru            teqe     pule-ni-rao                 qa
Novo                corte       retorno-AP-1SG             REST
"Eu acabei de me cortar."
(Pg 49, Figure 78b) 
Como se pode ver no exemplo acima, pule foi usado com o sufixo e o singular, primeira pessoa exclusiva, pronome  'rao', 'para criar o significado do reflexivo formulário 'eu'. Além disso, o pronome é seguido pela partícula restritiva qa, que é uma característica que foi mencionada anteriormente às vezes ocorre com o uso de pronomes.
O conto do morfema também pode ser usado nos casos mencionados acima, mas ao invés de executar uma função reflexiva, ele atua como uma ênfase que nenhuma outra pessoa estava envolvida além do falante.
Vaquru           teqe                 pulu-ni-a                     tale-na.
Novo                corte                   retorno-AP-3SG            sozinho-3SG
"(Ela) acabou de se cortar."
(Pg. 49, Figure 79) 
Dentro do léxico de Hoava existem alguns verbos que possuem um significado reflexivo inerente e, portanto, o uso de uma forma extra que sugere que é reflexivo não é necessário. Estes são verbos que significam automaticamente executar uma ação para si mesmo como; hele 'lavar-se' ou  viraka 'arranhar-se'.

#### Demonstrativos
Em Hoava, existe uma diferenciação espacial de três vias da deixis. Isso inclui: proximidade: perto do falante; distante, perto do ouvinte; e remoto, distante para falante e ouvinte. Dos três conjuntos de demonstrativos em Hoava, dois conjuntos dizem respeito ao uso de pronomes. Um conjunto de formas longas que são usadas como modificadores de substantivo e como pronomes demonstrativos e outro conjunto que é restrito a ser usado apenas como pronomes demonstrativos. Um conjunto extra de demonstrativas longas "próximo ao ouvinte" também é usado como um modificador de substantivo e pronome demonstrativo. Todos estes conjuntos têm formas singulares e plurais que podem ser usadas.
|                    | Singular | Plural | Significado |
| ------------------ | -------- | ------ | ----------- |
| Próximo ao falante | heni     | heri   | proximal    |
| Pr´ximo ao ouvinte | sani     | sari   | distal      |
| Distante           | hunai    | huari  | remoto      |

(Pg. 81) 
Esses demonstrativos longos podem atuar como pronomes demonstrativos no início de uma frase nominal.
Um exemplo do uso de demonstrativos longos é como segue:
Heri                 ria                    nikana             vihe.
PROX:PL          ART:PL             homem                 escolhido
‘These are the chosen men.’
(pg.85, figure 204d) 
É mais comum em Hoava que os morfemas isana' e tiara seja usado como pronomes demonstrativos em favor dos demonstrativos distanciais do singular sani e o plural  sari. Também não é comum que os demonstrativos remotos Huani  e Huari 'sejam usados.
Hoava tem um conjunto de demonstrativos curtos, que são um grupo de partículas encontradas após o substantivo cabeça de uma frase nominal. Eles têm a função modificadora do substantivo de adicionar um sentido de definição e também podem significar tempo. Eles podem ser usados com nomes, nomes e pronomes comuns.
|                | Singular | Plural |
| -------------- | -------- | ------ |
| Próximo        | ni       | ri     |
| Distante       | na       | ra     |
| Remoto/passado | so       | ro     |

(Pg 87. Figure 212) 
Por exemplo, um demonstrativo curto segue um pronome pessoal:
Kolo,                na        sa        taveti-a           gamu               na?
Amigo              ART     o que    fazer.TR-3SG       POR:2PL          DEM
‘Amigo, o que estás fazendo?’
(pg.87, figure 213c) 
Os demonstrativos longos mencionados acima não podem ocorrer após as partículas enfáticas ba e ga, pois existe outro conjunto de pronomes demonstrativos enfáticos para esse caso. Este outro conjunto é usado também em questões ou como uma alternativa para as formas longas.
|                  | Singular | Plural |
| ---------------- | -------- | ------ |
| Visível:         |          |        |
| Perto do falante | pi       | piri   |
| Perto do ouvinte | sana     | sara   |
| Distante         | pu       | puru   |
| Não visível      | si       | siri   |

(Pg. 93, Figure 232) 
Exemplo:
Na       sa        heni?               Na       binu     ba        sana.
ART     o que    PRO:SG           ART     cal     EMPH  DIST:SG
‘O que é aquilo?’ ‘Isso é cal!’
(pg.94. figure 237b) 

#### Possessivos
Hoava tem um conjunto de pronomes possessivos que são usados na cabeça de uma frase nominal antes do item que está sendo possuído. Eles são usados em casos de posse exclusiva.
|            | Singular | Plural |
| ---------- | -------- | ------ |
| 1ª° pessoa |          |        |
| -Inclusivo |          | nada   |
| -exclusivo | qua      | mami   |
| 2ª pessoa  | mua      | mi     |
| 3ª pessoa  | nana     | dia    |

(Pg. 104, Figure 263) 
Exemplo:
Mami              gugasu
POSS:1PL.EX    vila
‘nossa vila’
Na        dia                  sanu    koe-di
ART     POSS:3PL         coisa     antiga-3PL
‘As coisas antigas dele’
(Pg. 104. Figure 264 a and c) 

### Marcação de pessoa
Hoava tem dois artigos opcionais E'  e Se'  que podem ou não ser usados com nomes pessoais ou animais e pássaros personificados. Estes artigos são usados antes do nome e, embora Se seja mais provável de ser usado sobre E, nenhum exemplo é completamente necessário e pode ser descartado.
Samu   Gobe   misianare        tami                gami
S.         G.        professor            POSS:1PL.EX    PRO:1PL.EX
Nosso professor era Samu Gobe’
(Pg. 59, Figure114b) 

## Situação atual
Não há muitos materiais escritos em Hoava. O único material de acesso ao mundo exterior é um guia para a gramática de Karen Davis e um livro de histórias. Com isso a língua começa a cair de uso. Há traduções da Bíblia e das histórias, mas não se sabe muito mais sobre materiais sobreviventes.

### Vitalidade
De acordo com Ethnologue, Hoava tem um status de perigo 6b (amarelo), ou seja. "A transmissão entre gerações está em processo de quebra, mas a geração em idade reprodutiva ainda pode usar a linguagem, por isso é possível que os esforços de revitalização possam restaurar a transmissão da linguagem em casa" (conf. Lewis 2013). Sem transferência inter-geracional, logo estará destruída ou desaparecerá enquanto outras línguas tomam o seu lugar. Com a diminuição dos falantes de L1 1ª língua), seu valor na comunidade só diminuirá, até que não seja mais aplicável à comunidade. Com o baixo número de falantes, se nenhuma ação for realizada, Hoava desaparecerá pelo desuso.